# デイビース郡 (ケンタッキー州)
デイビース郡（英: Daviess County、[ˈdeɪvɪs]、もしくは不正確だが[ˈdeɪviːz]）は、アメリカ合衆国ケンタッキー州の西部に位置する郡である。人口は10万3312人（2020年）。郡庁所在地はオーエンズボロであり、同郡で人口最大の都市である。
デイビース郡はオーエンズボロ大都市圏に属している。

## 歴史
デイビース郡は、1815年1月14日に、オハイオ郡から分離し、ケンタッキー州5番目の郡として設立された。郡の領域は、1829年にハンコック郡創設のために分割され、1830年にホワイツビルを取り巻く小部分を吸収し、1854年にマクリーン郡に一部を割譲し、1860年にヘンダーソン郡から広さ44平方マイル (114 km2) を譲り受けるというふうに変遷した。デイビース郡の領域は463平方マイル (1,199 km2) あって、州内第18位である。郡名は、アーロン・バーを告発したが成功はしなかったアメリカ合衆国検察官ジョセフ・ハミルトン・デイビースに因んで名付けられた。デイビースの名前は "Daveiss" と綴られており、現在のものとは異なる。これは州の事務官が綴りを間違えたものであり、修正されることはなかった。デイビースは米英戦争を前にしたインディアンとの戦いに少佐として従軍し、1811年のティッペカヌーの戦いで戦死した。

## 地理
デイビース郡はケンタッキー州の西部炭田地帯に属している。アメリカ合衆国国勢調査局に拠れば、郡域全面積は462.39平方マイル (1,233.5 km2)であり、このうち陸地476.27平方マイル (1,197.6 km2)、水域は13.88平方マイル (35.9 km2)で水域率は2.91%である。郡の北半分はオハイオ川に沿っており、比較的平坦である。数少ないうねりのある丘陵が点在している。南部はうねりのある丘陵と平坦な川の流域が混じり合っている。南部の特にパンサー・クリークなど水流に沿った丘陵部で、過去には石炭を産出した。

## 経済
蒸留酒
デイビース郡は、蒸留酒、主にケンタッキー・バーボン・ウイスキー生産の中心地として、昔から評判がある。ノースカロライナ州から移ってきたウォルター・マクファーランドが、1804年頃にパンサー・クリーク南の敷地200エーカー (0.8 km2) の土地、今日ではアメリカ国道431号線沿いで、ウイスキーとピーチ・ブランディの生産を始めた。コーネリアス・ウェスターフィールドも1800年代の初期に、ホワイツビルの南西3マイル (5 km)、ディザーター・クリーク沿いの農場で、トウモロコシ・ウイスキーの蒸留を始めた。この蒸留所は60年間以上生産を続けた後の1872年に閉鎖された。
1880年代までに、郡内で同時に18の大型蒸留所が運営されていたが、今日では3つしか残っていない。そのうちの1つは1869年に、当初、R・モナーク蒸留所として始まった元のグレンモア蒸留会社である。チャールズ・メドリー・ディスティラーズ・ケンタッキーは郡内59番目の蒸留所だった。
トリニダードに本拠を置くアンゴストゥラ社が、世界のバーボンウイスキー市場への参入を計画して、2007年にメドリー社を買収した。しかし、世界的な不況のために、1992年以来となるデイビース郡でのバーボンウイスキー生産の開始が遅れた。
下のリストは1883年に操業していた蒸留所である。
- オーエンズボロ蒸留社、1880年設立
- サワー・マッシュ蒸留社、1868年設立
- ヒル・パーキンス・アンド・カンパニー、1880年設立
- ロックスプリング蒸留所、1881年設立
- ヒル・アンド・パーキンス蒸留所、1866年設立
- R・モナーク蒸留所、1869年設立、1901年に買収されグレンモア蒸留会社に改名
- E・P・ミラー・アンド・カンパニー、1880年設立
- ジョン・シクストン蒸留社
- ジョン・ハニング蒸留社、1869年設立
- イーグル蒸留社、1869年設立
- デイビース郡蒸留社、1874年4月16日設立[6]
- M・P・マッティングリーズ蒸留所、1855年設立
- デイビース郡クラブ蒸留所、1880年設立
- J・W・M・フィールド蒸留所、1873年2月3日設立
- J・T・ウェルチ蒸留社、1881年3月1日設立
- ブールウェア・アンド・ウィルハウツ蒸留所、1880年設立
- C・L・アップルゲイトアンド・カンパニー蒸留所、1879年にイェルビントンで設立

石炭産業
郡南西部のパンサー・クリーク周辺地域は、1960年代から1990年代初期まで多くの石炭を採掘した。1998年以後、採掘が終わった広大な土地が権利放棄されて残された。ケンタッキー州の放棄鉱山用地担当部が長年契約者を探した後、現在は無いグリーン石炭会社が所有していた広さ42エーカー (168,000 m2) の大きな炭鉱で作業が開始された。この炭鉱はかつてパンサー露天掘り炭鉱と呼ばれていた。グリーン石炭会社はデイビース郡の石炭会社であり、近くのヘンダーソン市に本社を置いていた。
炭鉱跡の再生
1999年11月8日に始まった再生事業は2000年4月14日に終わった。契約会社に雇われた爆破資格者が穴の中に高い壁を爆破して落とし、最後の斜面を均す作業を軽減した。高い壁にあった地域から土砂が埋められ、農業に再利用する土壌とされた。この契約会社の革新的現場技術と特別の協力により、大変安全で安定した生産用地に戻された。この土地再生産工事には127,538.82米ドルの債券が使われた。
隣接する郡
- ウォリック郡 (インディアナ州) - 北西、オハイオ川の対岸
- スペンサー郡 (インディアナ州) - 北東、オハイオ川の対岸
- ハンコック郡 - 東
- オハイオ郡 - 南東
- マクリーン郡 - 南西
- ヘンダーソン郡 - 西

## 人口動態
以下は2000年国勢調査による人口統計データである。
| 基礎データ - 人口: 91,545人 - 世帯数: 36,033 世帯 - 家族数: 24,826 家族 - 人口密度: 76人/km2（198人/mi2） - 住居数: 38,432軒 - 住居密度: 32軒/km2（83軒/mi2） 人種別人口構成 - 白人: 93.69% - アフリカン・アメリカン: 4.35% - ネイティブ・アメリカン: 0.13% - アジア人: 0.43% - 太平洋諸島系: 0.02% - その他の人種: 0.44% - 混血: 0.94% - ヒスパニック・ラテン系: 0.92% 年齢別人口構成 - 18歳未満: 25.8% - 18-24歳: 9.0% - 25-44歳: 28.4% - 45-64歳: 23.0% - 65歳以上: 13.8% - 年齢の中央値: 37歳 - 性比（女性100人あたり男性の人口） - 総人口: 92.6 - 18歳以上: 88.3 | 世帯と家族（対世帯数） - 18歳未満の子供がいる: 32.9% - 結婚・同居している夫婦: 53.6% - 未婚・離婚・死別女性が世帯主: 11.8% - 非家族世帯: 31.1% - 単身世帯: 27.1% - 65歳以上の老人1人暮らし: 11.1% - 平均構成人数 - 世帯: 2.47人 - 家族: 3.00人 収入と家計 - 収入の中央値 - 世帯: 36,813米ドル - 家族: 45,404米ドル - 性別 - 男性: 35,295米ドル - 女性: 21,971米ドル - 人口1人あたり収入: 18,739米ドル - 貧困線以下 - 対人口: 12.3% - 対家族数: 9.4% - 18歳未満: 15.6% - 65歳以上: 11.4% |

## 都市と町
- オーエンズボロ - 郡庁所在地
- ホワイツビル
- マセオ - 国勢調査指定地域
- メイソンビル - 国勢調査指定地域